# لودویگ ادینگر
لودویگ ادینگر (آلمانی: Ludwig Edinger؛ ۱۳ آوریل ۱۸۵۵ – ۲۶ ژانویهٔ ۱۹۱۸) کالبدشناس، متخصص اعصاب، روانپزشک و یکی از پایه‌گذاران دانشگاه گوته فرانکفورت بود. او در سال ۱۹۱۴ میلادی، نخستین «استاد تمام» رشتهٔ نورولوژی (مغر و اعصاب) در آلمان شد.
وی از خانواده‌ای یهودی و دانش‌آموختهٔ رشتهٔ پزشکی در دانشگاه هایدلبرگ و دانشگاه استراسبورگ بود.
ابداع واژه‌های «گنوسی» (gnosis) و پراکسی (praxis) در پزشکی را به او نسبت می‌دهند که در مفاهیمی همچون آگنوسی و آپراکسی بکار رفته‌است. او همچنین نخستین کسی بود که «راه‌های نخاعی مخچه‌ای شکمی» و «راه‌های نخاعی مخچه‌ای پشتی» را شرح داد و مابین «مخچهٔ دیرینی» (Paleocerebellum) و «نومخچه» (Neocerebellum) افتراق قائل شد.

## اصطلاح‌ها
- راه‌های ادینگر: راه‌های هدایتی مربوط به درک درد، دما، فشار و لمس در نخاع
- هستهٔ ادینگر-وستفال: هستهٔ فرعی عصب سوم مغزی که به افتخار وی و کارل فریدریش اتو وستفال نامگذاری شده‌است. ادینگر این هستهٔ عصبی را نخستین بار در سال ۱۸۸۵ در جنین و وستفال ۲ سال بعد، آن را در بزرگسالان شرح داد.[۳][۴]